# Mochida Kaori
Mochida Kaori (持田香織, phiên âm: Trì Điền Hương Chức) sinh ngày 24 tháng 3 năm 1978 tại Tokyo, Nhật Bản là ca sĩ chính trong nhóm nhạc nổi tiếng Every Little Thing.